# بوراك الرنة
بوراك الرنة نوع من المعجنات الجزائرية التقليدية.

## الوصف
بوراك الرنة نوع من المعجنات الجزائرية التقليدية، تُحضَّر من عجينة الطوب وتُحشى بمزيج من اللوز وجوز الهند والقرفة. بعد قليها، تُغلَّف هذه المعجنات بالعسل وتُقدَّم على شكل سيجار.

## مقالات ذات صلة
- المطبخ الجزائري
- قائمة تخصصات المطبخ الجزائري